# Pimplomorpha trilineata
Pimplomorpha trilineata là một loài tò vò trong họ Ichneumonidae.